# 에드먼드 M. 클라크
에드먼드 멜슨 클라크 2세(Edmund Melson Clarke, Jr., 1945년 7월 27일 ~ 2020년 12월 22일)는 미국의 컴퓨터 과학자이다.
1967년 버지니아 대학교 수학과 학사, 1968년 듀크 대학교 수학과 석사를 거쳐 1976년 코넬 대학교에서 컴퓨터 과학 박사 학위를 받았다. 졸업 후 듀크 대학교에서 강의를 하다가 1978년 하버드 대학교, 1982년 카네기 멜론 대학교로 옮겼다. 1989년 정교수가 되었다.
클라크는 소프트웨어·하드웨어 검증과 자동 정리 증명을 연구했다. 1981년 박사과정 지도학생인 E. 앨런 에머슨과 함께 유한 상태 병행 시스템을 위한 모델 검증을 고안하였다. 이 공로로 둘은 1999년 ACM 파리스 카넬라키스상과 2007년 튜링상을 공동 수상했다.
2020년 코로나19로 투병중 사망했다.